# Almea

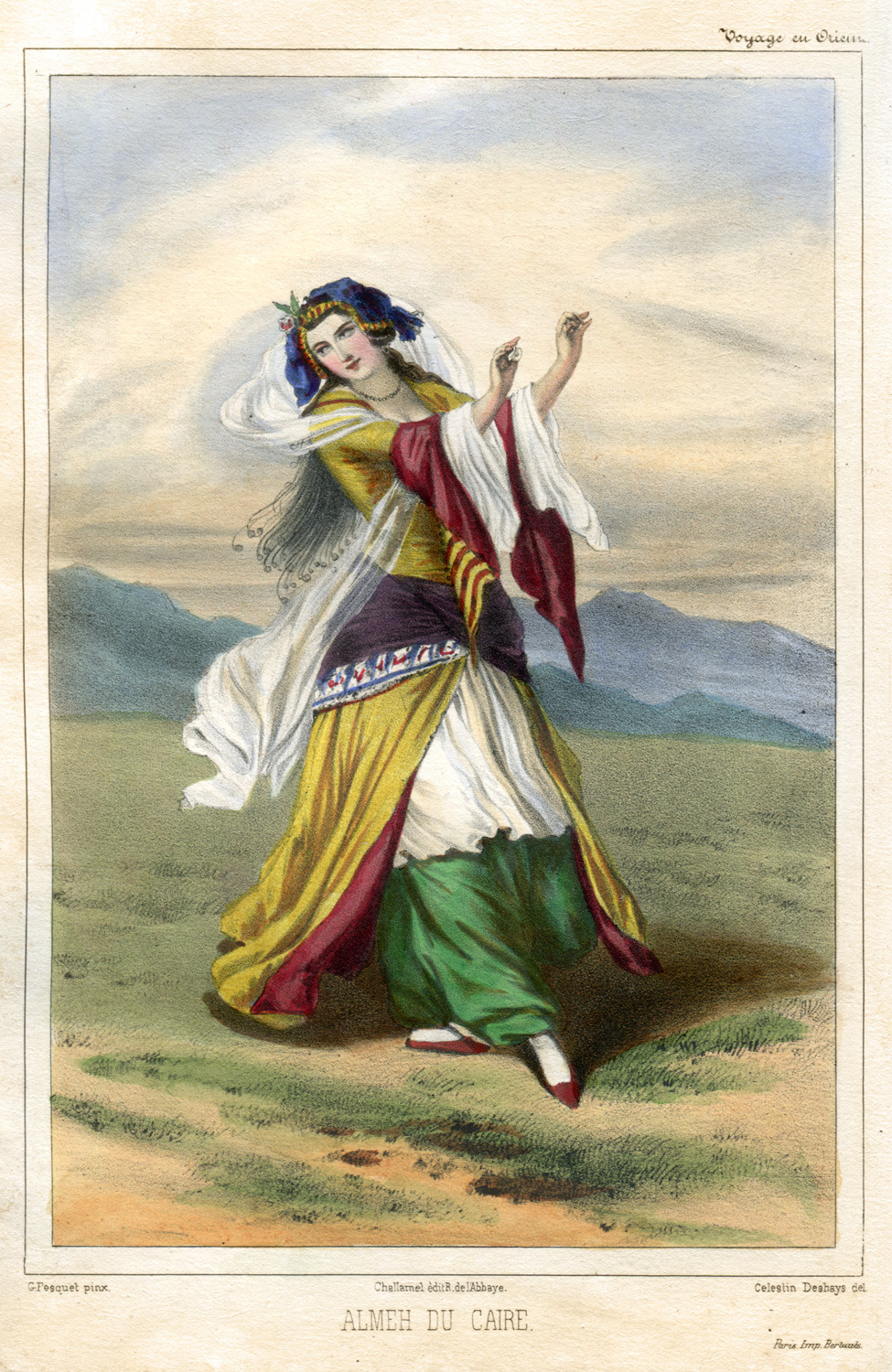
Un'almea del Cairo in un'illustrazione del Voyage d'Horace Vernet en Orient, 1843

Un'almea, o almè (in arabo egiziano عالمة‎, ʕālma), era un'artista di gran classe nell'Egitto del diciannovesimo secolo che svolgeva i ruoli di danzatrice, cantante e musicista, oltre a improvvisare versi e intonare discorsi eloquenti, spesso alle cerimonie nuziali o ad altri eventi festivi.
Le almee si esibivano a volto scoperto solo davanti ad altre donne. Il padrone di casa e i suoi ospiti le ascoltavano da una stanza vicina o dal cortile della casa. Secondo alcune fonti svolgevano anche il ruolo di prefiche ai funerali.

## Etimologia
I termini italiani "almea" e "almè" derivano dal francese almée, che è la francesizzazione del vocabolo arabo dialettale ῾ālma o ῾ālme (عَالْمَة), a sua volta variante dell'arabo classico ālima (عَالِمَة), che significa "istruita".

## Origine e formazione
Le almee godevano di un alto rango in Egitto grazie alla loro origine antica. Conoscevano molti racconti storici o eroici, si istruivano a vicenda e perpetuarono le forme antiche e classiche della poesia araba, della musica e del canto arabi. Per diventare un'almea, una ragazza doveva avere una bella voce, conoscere perfettamente le regole della sua lingua, padroneggiare la pratica di vari strumenti ed essere capace di improvvisare dei canti adatti alle occasioni per le quali veniva chiamata.
Le almee svolgevano anche il compito di insegnare alle mogli dei signori le buone maniere, l'arte di adornarsi e di creare dei prodotti cosmetici, e le iniziavano alla danza, alla musica e al canto. A differenza delle schiave qiyān, le almee erano delle donne libere e delle cortigiane (di buona posizione sociale). Spesso venivano confuse con le ḡawāzī, delle ballerine di origine dom le cui esibizioni vennero vietate nel 1834, sotto il governo di Mehmet Ali. In seguito a questo divieto, molte ḡawāzī finsero di essere delle almee per continuare il loro lavoro.

## Le almee e l'orientalismo

Jean-Léon Gérôme, L'almea, 1873

Queste artiste egiziane furono una fonte inesauribile di ispirazione per molti pittori orientalisti. In realtà, le almee non si esibivano né per strada né davanti agli stranieri. La maggior parte delle danzatrici immortalate dagli orientalisti in realtà erano delle danzatrici di strada, delle donne povere e malviste nel loro paese, oppure delle donne povere strappate dalla loro terra natia e presentate come delle curiosità viventi alle esposizioni universali.
Questi quadri, come pure i resoconti fatti dai primi turisti europei riguardo ai loro viaggi in Egitto (dal 1820 al 1920), diedero vita a un "mito delle almee" che portò un buon numero di europei a rappresentare queste artiste erudite come delle odalische più o meno svestite, che ballavano in maniera lasciva davanti agli uomini. Nella Francia del diciannovesimo secolo, infatti, il termine almée divenne un sinonimo di "danzatrice del ventre". Seguono alcuni esempi:
- Jean-Léon Gérôme (1824-1904): Almées jouant aux échecs (1870);
- Édouard Pingret (1788-1875): L'Almée (1845), museo Masséna, Nizza, Francia;
- Henri de Toulouse-Lautrec (1864-1901): La danza moresca (1895);[7]
- Paul-Louis Bouchard: Les Almées (1893);[8]
- Alice Guy (1873-1968): il cortometraggio intitolato Danse du pas des foulards par des almées (1900);
- Georges Bizet: Danse d'almées (1875), composizione per pianoforte, e Danse de l'almée dell'opera Djamileh.